# Olival Freire Jr.
Olival Freire Jr. (Jequié, 1954) é um físico e historiador da física brasileiro. É professor de física e história da física da Universidade Federal da Bahia (UFBA), ex-presidente da Sociedade Brasileira de História da Ciência e presidente da Comissão para a História da Física Moderna, International Union of History and Philosophy of Science.

## Educação e carreira
Freire Jr. estudou engenharia elétrica durante um ano e meio na Universidade Federal da Bahia antes de, impressionado pelas aulas de Benedito Pepe, mudar para física. No mestrado foi orientado por Amélia Hamburger com uma dissertação sobre interpretações da física quântica, em particular a interpretação de Vladimir Fock, e em seu doutorado foi orientado por Michel Paty e Shozo Montoyama com uma tese sobre a abordagem de David Bohm sobre mecânica quântica.

## Prêmios e honrarias
Em 2011 foi um dos ganhadores do Prêmio Jabuti de ciências exatas por seu livro Quantum theory: historical studies and cultural implications.

## Publicações
- Olival Freire Jr.: "A story without an ending: the quantum physics controversy 1950–1970", Science & Education, vol. 12, pp. 573–586, 2003
- Olival Freire Jr.: "Science and Exile: David Bohm, the Hot Times of the Cold War, and His Struggle for a New Interpretation of Quantum Mechanics", Historical Studies on the Physical and Biological Sciences, vol. 36, no. 1, 2005, pp. 31–35
- Olival Freire: David Bohm e a controvérsia dos quanta. Coleção CLE, Volume 27. Campinas : UNICAMP, Centro de Lógica, Epistemologia e História da Ciência, 1999, 244 p. ISSN 0103-3247
- Olival Freire Jr.: "David Bohm e as controvérsias do mundo dos Quanta". Ciência Hoje, março de 2001, p. 35
- Olival Freire Jr.: L'interprétation de la mécanique quantique selon Paul Langevin, La Pensée, 1993 (Interpretation of Quantum Mechanics according to Paul Langevin).
- Olival Freire Jr.: The quantum dissidents: rebuilding the foundations of quantum mechanics (1950-1990). Springer, 2014.[4]